# Молочненське міське поселення
Моло́чненське міське́ посе́лення (рос. Молочненское городское поселение) — адміністративне утворення у складі Кольського району Мурманської області, Росія.

## Склад
До складу поселення входять такі населені пункти:
| Населений пункт | Населення, осіб (2010) |
| --------------- | ---------------------- |
| Виходний        | 37                     |
| Молочний        | 5208                   |

| Мурманська область | Це незавершена стаття про Мурманську область. Ви можете допомогти проєкту, виправивши або дописавши її. |